# Empis rava
Empis rava är en tvåvingeart som beskrevs av Friedrich Hermann Loew 1862. Empis rava ingår i släktet Empis och familjen dansflugor. Inga underarter finns listade i Catalogue of Life.